# Buyongwe
Buyongwe är ett vattendrag i Burundi. Det ligger i den norra delen av landet, 90 kilometer nordost om huvudstaden Bujumbura.
Omgivningarna runt Buyongwe är en mosaik av jordbruksmark och naturlig växtlighet. Runt Buyongwe är det tätbefolkat, med 442 invånare per kvadratkilometer.